# Jahan Malek Khatun
Jahan Malek Khatun ( persan : جهان ملك خاتون , jahān malik khātūn ), née après 1324 et morte après 1382, est une princesse indjouïde et une poétesse persane contemporaine de Hafez. Elle écrit sous le nom de plume Jahān (persan : جهان), qui signifie « Monde »). 

## Biographie
Sa date de naissance n'est pas connue, mais est postérieure à 1324, date du mariage de ses parents. Son père est Jalāl al-Dīn Masūʿdshāh et sa mère est une fille du vizir Ghiyas al-Din Hamadani. Les femmes nobles injouïdes reçoivent habituellement une bonne éducation. Jahan Malek Khatun, étant enfant unique, bénéficie d'une attention encore plus grande. Sa belle-mère est une princesse tchoupanide, Sultānbakht, fille de Dimashq Khwaja. Elle épouse Masūʿdshāh à Bagdad en 1342.  
Après la mort de son père, tué par les hommes de Yagi Basti (en) en 1342, Jahan Malek Khatun vit sous la protection de son oncle Abu Ishāq à sa cour à Chiraz. Il l'encourage, semble-t-il à écrire de la poésie,.
Au XIVe siècle, un certain nombre de femmes injouïdes sont actives dans la vie culturelle de Chiraz. Des parentes de Jahan Malek Khatun jouent même des rôles politiques importants à l'époque mozaffaride,.

## Poésie
Jahan Malek Khatun vit à la même époque que les poètes Obeid Zakani, Kamal Khujandi (en) Khadjou Kermani et Hafez dont au moins les deux premiers n'ont guère de considération pour elle. Jahan Malek Khatun, comme de nombreux poètes de cette époque, est éclipsée par le célèbre Hafez et reste méconnue jusqu'à ce que son travail soit publié en Iran pour la première fois en 1995 par Purandokht Kashani Rad et Kamel Ahmad Nejad,.   
Elle compose principalement des ghazals, poèmes d'amour de plusieurs strophes et répondant à des règles strictes, destinés à être lus dans des cadres informels et intimes. Son diwan, recueil de ses poèmes, est le plus grand diwan connu des poétesses des temps pré-modernes. Il comprend 4 qasidas, un strophe-poème, une longue élégie, 12 fragments, 357 rubaïs et 1413 ghazals. Seuls 4 manuscrits nous sont parvenus. Ils sont conservés à la British Library, à la Bibliothèque nationale de France, au palais de Topkapi et à la bibliothèque de l'Université de Cambridge. Le manuscrit le plus complet se trouve à la Bibliothèque nationale de France et semble avoir été copié du vivant de l'autrice. Finement enluminé, il est dédié au souverain bibliophile Solṭān Aḥmad Bahādor.   
Un des manuscrits comporte une introduction qu'elle a rédigée elle-même et qui est considérée par Domenico Ingenito[Qui ?] comme un des textes autobiographiques les plus révélateurs écrits par un auteur persan pré-moderne. Elle y indique écrire pour que son nom perdure et déplore que si peu de femmes d'Iran aient écrit de la poésie, mentionnant notamment Padishah Khatun et Qutluqshah Khatun (épouse d'Oldjaïtou), ainsi qu'une poétesse plus ancienne (Āʾeša Moqria),.   
La poésie de Jahan Malek Khatun est influencée par le soufiste Saadi et présentent des similitudes avec les vers de Hafez. Tous deux fréquentent la même cour et se sont sans doute influencés mutuellement. Cependant les poèmes de Jahan Malek Khatun n'ont pas de lien avec le mysticisme soufi et sont moins critiques envers le clergé,,. 
Si dans l'introduction, elle revendique sa féminité, ses vers ne révèlent en rien son genre et pourraient aussi bien avoir été écrits par un homme. Dans ses poèmes d'amour, elle se représente dans le rôle d'un homme amoureux d'une jeune personne, créant une ambivalence entre son son sexe féminin et sa voix poétique masculine. Domenico Ingenito considère que ce stratagème lui est indispensable pour se conformer au canon poétique établi par ses prédécesseurs masculins.
Dans ses écrits, elle mentionne également plusieurs souverains, que ce soit pour les critiquer ou pour en faire l'éloge : Mubariz al-Din Muhammad (en), fondateur de la dynastie des Mozaffarides, Chah Chodja, Ahmad Jalayir (en), Shah Mansur (en), Miran Shah... On peut déduire de ces références qu'elle a vécu au moins jusqu'en 1382,.
En 2009, Javad Bashari, spécialiste de la littérature persane à l'université de Téhéran, lui attribue un ghazal supplémentaire, trouvé dans un manuscrit copié en 1899 par Mirza Aqa Khan Kermani (en).

### Nom de plume
Les princesses Injouïdes écrivent habituellement de la poésie sous un pseudonyme déguisant leur identité et soulignant leur piété. Jahan Malk Khutan utilise le nom de Jahān (le monde en persan) qui ne cache pas son identité féminine et ne souligne pas ses vertus religieuses. Il est utilisé par les poètes contemporains pour désigner une figure féminine imaginaire impitoyable et séduisante, conspirant pour assassiner ses nombreux amants. Obeid Zakani, son rival joue de son nom dans un poème court et s'adressant au mari de Jahan Malek Khatun, Amin al-Din :« Ô vizir ! Jahan (le monde) est une prostituée infidèle.
N'as-tu pas honte d'une telle pute ?
Vas chercher un autre vagin lâche ;
Jahan (le monde) n'est pas assez étroit pour le Seigneur de Jahan (le monde). ».

## Publications
- Hafez, Jahan Malek Khatun, Obeid Zakani, Dick Davis (trad.), Hafez and the Poets of Shiraz, Penguin, 2013
- Auteurs multiples, Dick Davis (trad.), The Mirror of My Heart : A Thousand Years of Persian Poetry by Women, édition bilingue, Mage Publishers, 2020  (ISBN 978-1949445169)
- Jahan Malek Khatun, Paul Smith (trad.); Divan of Jahan Malek Khatun: Persia's Great Female Sufi Poet, CreateSpace, 2018  (ISBN 978-1986622233)
- Jahan Malek Khatun, Disck Davis (trad.), Pearls That Soak My Dress: Elegies for a Child, Mage Publishers, 2021
- Jahan Malek Khatun, Paul Smith (trad.), Divan of Jahan Malek Khatun... Persia's Great Female Sufi Poet, New Humanity Books, 2020